# فرنسوا ويبر
فرنسوا ويبر (بالفرنسية: François Weber)‏ (21 ديسمبر 1898 لوكسمبورغ لوكسمبورغ - 27 يناير 1961 لوكسمبورغ لوكسمبورغ) هو لاعب كرة قدم لوكسمبورغي سابق كان يلعب كلاعب وسط، شارك في الألعاب الأولمبية الصيفية 1928.

## روابط خارجية
- فرنسوا ويبر على موقع الاتحاد الدولي (مؤرشف)  (الإنجليزية)
- فرنسوا ويبر على موقع قاعدة بيانات كرة القدم.إي يو (الإنجليزية)
- فرنسوا ويبر على موقع عالم كرة القدم.نت (الإنجليزية)
- فرنسوا ويبر على موقع أوليمبيديا (الإنجليزية)